# Mrežokrilci
Mrežokrilci (lat. Neuroptera), red letećih kukaca, poznat i kao mrežokrilci; pripada podrazredu Pterygota (Animalia). 
Mrežokrilci su nokturalne životinje kojima su svojstvene velike oči, duga ticala, potpuna poreobrazba u nježna krila. Kako su predatori koji se hrane raznim štetnicima smatraju se korisnima jer uništavaju krumpirovu zlaticu, lisne uši, štitaste moljce i jaja kornjaša.
Ženka polaže nekoliko stotina jaja na biljkama, a nakon što se izlegu tijekom života tri puta će se prasvlačiti, a u trećem stadiju su najproždrljivije.
Ovaj red sastoji se od više porodica: Ascalaphidae, Berothidae, Chrysopidae, Coniopterygidae, Dilaridae, Hemerobiidae, Ithonidae, Mantispidae, Myrmeleontidae, Nemopteridae, Nevrorthidae, Nymphidae, Osmylidae, Polystoechotidae, Psychopsidae, Rapismatidae, Sisyridae.

## Sistematika
1. Hemerobiiformia
  1. Berothidae Handlirsch, 1906
  2. Chrysopidae Schneider, 1851
  3. Coniopterygidae Burmeister, 1839
  4. Dilaridae Newman, 1853
  5. Hemerobiidae Latreille, 1802
  6. Ithonidae Newman, 1853
  7. Mantispidae Leach, 1815
  8. Sisyridae Handlirsch, 1908
2. Myrmeleontiformia
  1. Ascalaphidae Rambur, 1842
  2. Myrmeleontidae Latreille, 1802
  3. Nemopteridae
  4. Nymphidae Rambur, 1842
  5. Osmylidae Leach, 1815
  6. Psychopsidae Handlirsch, 1906
3. Nevrorthiformia
  1. Nevrorthidae

## Vanjske poveznice
|  | Zajednički poslužitelj ima još gradiva o temi Neuroptera |
|  | Wikivrste imaju podatke o taksonu Neuroptera             |